# Arje Gur'el
Arje Gur'el (hebrejsky: אריה גוראל, žil 20. listopadu 1918 – 28. října 2007) byl izraelský politik a starosta města Haifa.

## Biografie
Narodil se ve Varšavě v Polsku v ortodoxní židovské rodině. Ve věku 14 let ale opustil svět náboženství a přidal se k sionistické levicové organizaci ha-Šomer ha-ca'ir. Když mu bylo 17, přesídlil do tehdejší mandátní Palestiny, kde byl aktivní v hnutí ha-No'ar ha-oved ve-ha-lomed. Od roku 1936 působil v židovských jednotkách Hagana, kde zastával četné velitelské funkce. Během války za nezávislost v roce 1948 sloužil u 22. praporu.

## Politická dráha
V letech 1959–1968 působil na postu inženýra v místním poštovním úřadě. Od roku 1968 pracoval jako vysoký úředník na Ministerstvu sociální péče, kde setrval až do listopadu 1978, kdy zvítězil v komunálních volbách. Šlo o první místní volby, kdy mohl volič kromě členů zastupitelstva vybírat přímo i osobu starosty. Post starosty Haify zastával v letech 1978–1993, přičemž obhájil křeslo ve dvou následujících komunálních volbách. Roku 1993 ovšem v primárkách podlehl Amramu Micnovi, který posléze starostenský úřad převzal. Během výkonu funkce starosty Gur'el zajistil integraci 70 000 nových židovských imigantů a posílil pozici Haify coby třetího nejvýznamnějšího města Izraele.
Zemřel po vážné nemoci v nemocnici Bnej Cijon v Haifě ve věku 89 let.